# Okonek
Okonek (prononciation : [ɔˈkɔnɛk], en allemand : Ratzebuhr) est une ville de Pologne, située dans la voïvodie de Grande-Pologne. Elle est le chef-lieu de la gmina d'Okonek, dans le powiat de Złotów.
Elle se situe à 25 kilomètres au nord-ouest de Złotów (siège du powiat) et à 140 kilomètres au nord de Poznań (capitale régionale).

## Géographie

Plan de la ville.

La ville se situe à la limite de la Poméranie, à l'extrême nord de la voïvodie de Grande-Pologne. La ville possède un territoire de 6,01 km².

## Histoire
De 1725 à 1945, Ratzebuhr fait partie de l'arrondissement de Neustettin dans le district de Köslin au sein de la province de Poméranie.
Ratzebuhr a obtenu ses droits de ville en 1754.
De 1975 à 1998, la ville faisait partie du territoire de la voïvodie de Piła. Depuis 1999, elle fait partie du territoire de la voïvodie de Grande-Pologne.

## Monuments

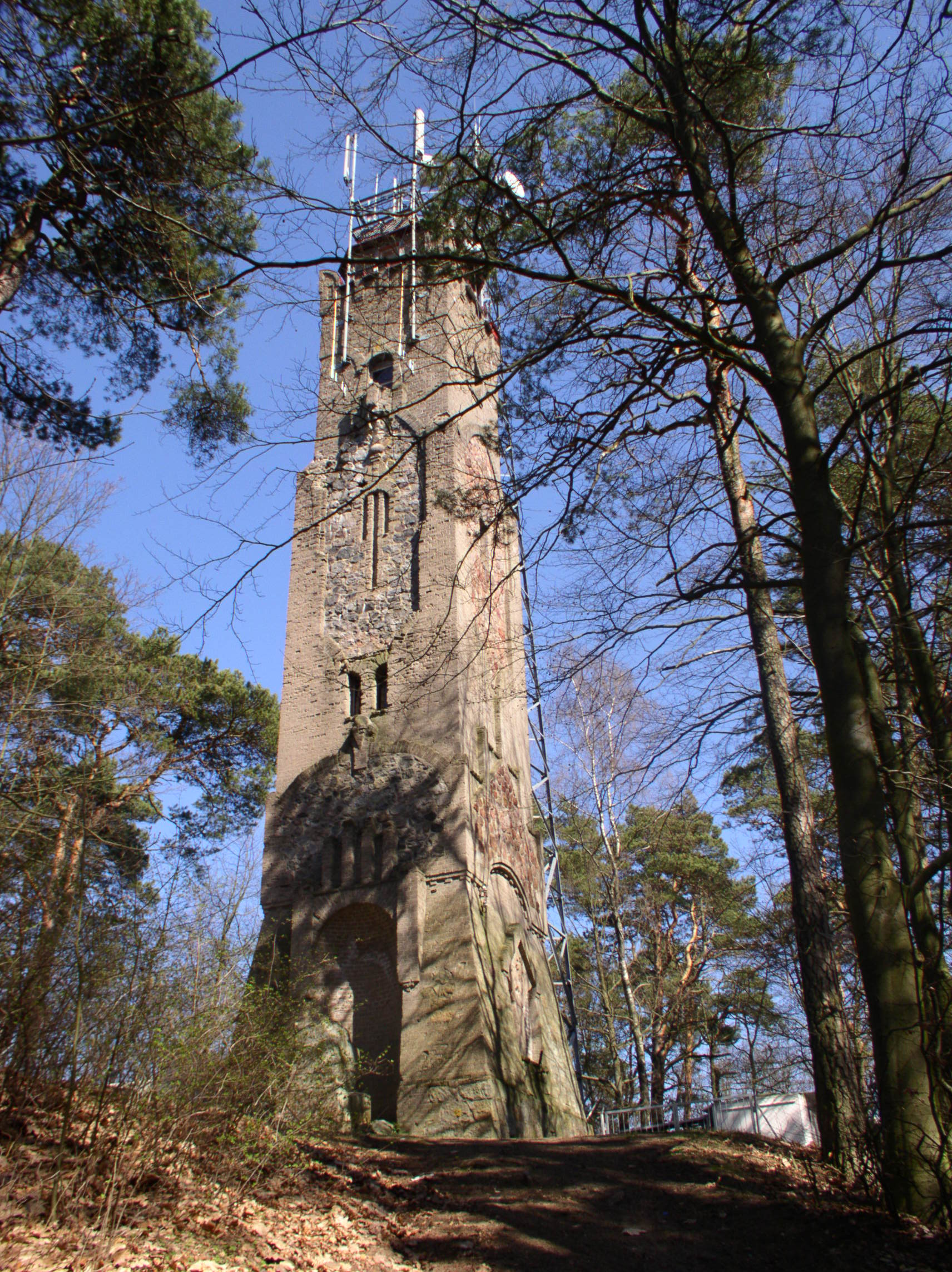
La tour de Bismarck.

- l'église néogothique construite en 1854 ;
- la tour Bismarck, située à proximité de la ville, haute de 24 mètres et construite en 1912.

## Voies de communications
La route nationale 11 (qui relie Katowice à Kołobrzeg) passe par la ville.
La ligne ferroviaire n°405 passe par la ville.